# Jørn Didriksen
Jørn Didriksen (* 27. August 1953 in Jevnaker, Oppland) ist ein ehemaliger norwegischer Eisschnellläufer.
Didriksen hatte sich in seiner aktiven Karriere auf die Kurzstrecken spezialisiert. Sein größter Erfolg war der Gewinn der Silbermedaille bei den Olympischen Winterspielen 1976 im österreichischen Innsbruck. Über 1000 m musste er sich nur dem US-Amerikaner Peter Mueller geschlagen geben.
Zwischen 1975 und 1977 nahm Didriksen außerdem an drei Eisschnelllauf-Sprintweltmeisterschaften teil. Sein bestes Ergebnis war 1975 in Göteborg, Schweden, als er in der Gesamtwertung den vierten Platz hinter drei Läufern aus der Sowjetunion belegte. In den darauffolgenden Jahren erreichte er die Ränge sechs und zehn.
Ebenfalls 1975 wurde Didriksen norwegischer Meister im Sprintvierkampf. In Elverum, Norwegen, siegte er über drei Einzelstrecken (1 × 500 m, 2 × 1000 m) und legte damit den Grundstein für seinen Sieg in der Gesamtwertung.
Didriksen arbeitet als Autor und ist Verfasser einiger Kriminalromane.

## Persönliche Bestzeiten
| Strecke | Zeit        | Datum            | Ort     |
| ------- | ----------- | ---------------- | ------- |
| 0500 m  | 38,70 s     | 11. Januar 1977  | Hamar   |
| 1000 m  | 1:17,34 min | 20. März 1977    | Almaty  |
| 1500 m  | 2:05,80 min | 4. Februar 1977  | Oslo    |
| 3000 m  | 4:37,10 min | 30. Januar 1971  | Inzell  |
| 5000 m  | 8:11,00 min | 11. Februar 1973 | Elverum |